# Грес
Греста (на английски: grease; на немски: schmierfett) представлява пастообразно смазочно вещество, емулсия от минерални и/или растителни масла, сапун като сгъстител и специално подбрани добавки, което служи за намаляване на триенето на движещи се машинни части. Гресите се отличават с висок начален вискозитет, който при натоварване на срез (каквото е натоварването върху тънък слой смазка между триещи се повърхности) бързо намалява приблизително до вискозитета на основното масло на съответната грес - т.е. практическата полза на гресите се дължи на поведението им на ненютонова течност.
Обикновено гресите се състоят от 80% смазочно масло, около 5% до 10% сгъстител и около 10% до 15% добавки. За сгъстител при най-разпространените греси се използва сапун на базата на лек или алкален метал, най-вече калций, натрий и литий. Сгъстителят образува пореста субстанция, която обхваща маслените капки и в процеса на триене компресирането на греста подава маслото към триещите се повърхности и така то изпълнява смазочните си функции. Освен смазване, греста играе важна роля за защита от корозия, което се постига главно чрез използваните добавки. Тези добавки могат да съдържат и сухи смазочни материали.
Гресите не винаги могат да се смесват една с друга, тъй като сгъстителите може да са несъвместими.
Чрез избора на съответните масла, сгъстители и добавки могат да се оптимизират свойствата на гресите за най-разнообразни приложения. Например съществуват греси за използване при високи и ниски температури, за вакуум и високи налягания, водоустойчиви, устойчиви към външните климатични условия, такива с висока проникваща или задържаща способност, а също и годни за използване в хранителната индустрия.

## Видове греси

### В зависимост от основното смазочно масло
Използваните масла могат да са естерни, минерални, силиконови, растителни и много други.

### В зависимост от сгъстителя
Сгъстителят може да бъде алуминиев, бариев, калциев, литиев или натриев сапун, полиуреа, силиций, тефлон, неорганичен уплътнител (бентонит) и др.
- Литиева грес – за сгъстител са използвани литиеви сапуни. Чувствителна е към наличие на вода.
- Молибденова грес – с добавен молибденов дисулфид, който осигурява мазане на повърхностите при високи натоварвания, при които може да възникне прекъсване на масления филм и контакт между триещите се повърхности.

### В зависимост от консистецията (гъстотата)
Консистенцията на смазката се определя с число, наричано клас на консистенция (NLGI consistency number) създаден от National Lubricating Grease Institute (NLGI). Този клас се измерва с уред, наречен пенетрометър. При този уред се определя дълбочината на проникване на конус с определена форма и тегло в измервания материал. Има класове на консистенция от 000 (течна) до 6 (твърда).
- 000: 445 до 475 (една единица отговаря на 0,1 mm)
- 00: 400 до 430
- 0: 355 до 385
- 1: 310 до 340
- 2: 265 до 295
- 3: 220 до 250
- 4: 175 до 205
- 5: 130 до 160
- 6: 85 до 115

### В зависимост от обекта на смазване
Греси за смазване на търкалящи лагери, уплътнителни, водоустойчиви (за помпи) и др.

### В зависимост от приложението
- нормални
- универсални
- високотемпературни
- за смазване на машини за хранително-вкусовата промишленост
- за фина механика (например часовници) и др.

## Начин на използване на греста
Гресите изпълняват функцията си чрез тънък слой или филм, който се създава между повърхностите за смазване. Така греста предотвратява директния контакт на триещите се повърхности. Гресите предлагат предимства спрямо смазочното масло в случаите, в които детайлите се придвижват по-рядко или бавно, а също и когато изтичането на смазочното средство е нежелателно или недопустимо.
Когато няма предвидено постоянно запълване с грес и мястото на смазване е закрито, се използва нипел за смазване, през който с помощта на гресираща преса текаламит се извършва периодично подаване на свежа грес съгласно определения за машината план за смазване.